# Risk (журнал)
Журнал Risk — авторитетне видання, яке регулярно публікує новини та аналізи фінансового ринку, особливу увагу приділяючи управлінню ризиками, деривативам (похідним цінним паперам) та складним фінансовим інструментам. Видання публікує різні статті, включно з науковими, на такі теми, як кредитний ризик, ринковий ризик, системи ризику, ціноутворення опціонів на свопи, ризик та ціноутворення на деривативи, регулювання та управління активами. Серед публікацій також представлено новини, описи, коментарі, аналізи та наукові статті з питань математики. Крім того, на своїх обкладинках Risk вже традиційно друкує твори сучасного абстрактного мистецтва.
Журнал було засновано Пітером Філдом у 1987 році. До того, як його придбала компанія Incisive Media, він належав Risk Waters Group. Сьогодні він належить Infopro Digital. Серед редакторів: Том Осборн, Філіп Александер, Лукас Бекер, Роб Маннікс та Мауро Цеза. Дункан Вуд обіймає посаду відповідального редактора.
У сім'ї журналів Risk є спеціалізовані видання: «Energy Risk» присвячено торгівлі та управлінню ризиками в енергетиці, заснований у 1994 році, а «Asia Risk» охоплює питання Азіатсько-Тихоокеанського регіону.
Risk також організовує спеціальні заходи, наприклад, щорічне вручення престижних нагород «Risk Awards», конференції та освітні програми глобального рівня. У 2003 році журнал Risk запустив сайт, присвячений питанням управління фінансовим ризиком. Сайт регулярно публікує новини, на які можна отримати онлайн підписку.

## Risk.net
Risk.net — це сайт, який регулярно публікує новини та аналізи фінансового сектору, звертаючи особливу увагу на такі питання, як регулювання, деривативи, управління ризиками, управління активами та сировинними товарами. «Risk.net» публікує історії та аналітичні статті на гострі галузеві теми[джерело?].
Серед фінансових тем Risk.net розглядає такі: управління операційним ризиком, бухгалтерський облік, FRTB, структуровані продукти, коригування вартості, кліринг, ризик процентної ставки, енергетика, нафта, газ, електроенергія, Директива Європейського Парламенту та Ради «Про ринки фінансових інструментів» (Markets in Financial Instruments Directive, MiFID), ризик ліквідності, Директива Європейського Парламенту та Ради Платоспроможність II (Solvency II Directive 2009).
До команди редакторів входять: Дункан Вуд (відповідальний редактор), Том Осборн (редактор розділу «Управління ризиками»), Роб Маннікс (редактор розділу «Управління активами та страхування»), Лукас Бекер (редактор розділу «Деривативи»), Філіп Александер (редактор розділу «Регулювання»), Олеся Дмітракова (шеф бюро у Лондоні), Кріс Девасабай (шеф бюро у Нью-Йорку), Нараянан Сомасундарам (шеф бюро у Гонг-Конгу), Люк Клансі (редактор відділу коментарів та оглядів), Гелена Бартоломью (редактор відділу коментарів та оглядів), Александр Кемпбелл (дивізійний контент-редактор).

## Журнали Risk
Журнали Risk публікують статті, огляди, дослідження, які були попередньо переглянуті колегами авторів. Серед тем таких публікацій є такі: кредитний ризик, операційний ризик, інвестиційні стратегії, сировинні матеріали, інфраструктура, деривативи, питання регулювання. Технічні статті публікуються щоквартально[джерело?].
Назви журналів: Journal of Risk, Journal of Credit Risk, Journal of Operational Risk, Journal of Financial Market Infrastructures, Journal of Computational Finance, Journal of Risk Model Validation, Journal of Energy Markets, Journal of Network Theory in Finance та Journal of Investment Strategies.

## Книги про ризики
Вже понад 20 років Risk публікує та надає у продаж книги, написані фахівцями у сфері управління фінансовими ризиками. На сьогодні налічується понад 180 найменувань, опублікованих у паперовому та електронному форматах. Книги «Risk» охоплюють широкий спектр технічних тематик, що будуть цікавими для науковців, практиків, інвесторів та корпоративних користувачів: деривативи, гедж-фонди, фінансовий аналіз, кредитування, регулювання, операційний ризик, а також ринки енергетики, страхування та обміну валют.
1. ↑  The ISSN portal — Paris: ISSN International Centre, 2005. — ISSN 0952-8776